# Portezuelo de Chaxas
Portezuelo de Chaxas es un paso fronterizo entre Bolivia y Chile, no habilitado para el tránsito internacional autorizado. 
Se ubica entre el Volcán Licancabur y el Cerro Sairecábur, hacia el este del Cerro Chaxas; a 22º 47' 00 de latitud Sur y 67º 52' 00 de longitud Oeste. 
En Bolivia se halla en el interior de la Reserva Nacional de Fauna Andina Eduardo Abaroa, en la provincia de Sud Lípez, Departamento de Potosí. Corresponde en Chile a la comuna de San Pedro de Atacama, Provincia de El Loa, Región de Antofagasta.

## Minas explosivas
Se encuentra minado, del lado chileno, en un área de 2500 m² (un paño de 50×50 m), alambrado y con carteles de advertencia de peligro, según información de la agencia Bolpress (15/8/2006).[cita requerida] De acuerdo con las intenciones generales expresadas por el gobierno de Chile, debiera ser a la larga desminado, como ya se ha hecho con otros puntos fronterizos de dicho país.
- Datos: Q6083153